# Belfast (filme)
Belfast é um filme de comédia dramática de 2021, escrito e dirigido por Kenneth Branagh. O filme é estrelado por Caitríona Balfe, Judi Dench, Jamie Dornan, Ciarán Hinds, Colin Morgan e o estreante Jude Hill. O filme, que Branagh descreveu como seu "filme mais pessoal", centra-se na infância de um menino em meio ao tumulto de Belfast, Irlanda do Norte, na década de 1960.
O filme foi lançado nos cinemas nos Estados Unidos em 12 de novembro de 2021 e será no Reino Unido e Irlanda em 21 de janeiro de 2022.

## Sinopse
Um filme semi autobiográfico que narra a vida de uma família da classe trabalhadora e a infância de seu filho durante The Troubles em Belfast, Irlanda do Norte, de 15 de agosto de 1969 ao início de 1970.

## Elenco
- Jude Hill como Buddy
- Caitríona Balfe como "Ma", mãe de Buddy
- Jamie Dornan como "Pa", o pai de Buddy
- Judi Dench como "Granny", avó de Buddy
- Ciarán Hinds como "Pop", o avô de Buddy
- Colin Morgan como Billy Clanton
- Lara McDonnell como Moira
- Gerard Horan como Mackie
- Conor MacNeill como McLaury
- Turlough Convery como Ministro
- Gerard McCarthy como Bobby Frank

## Produção

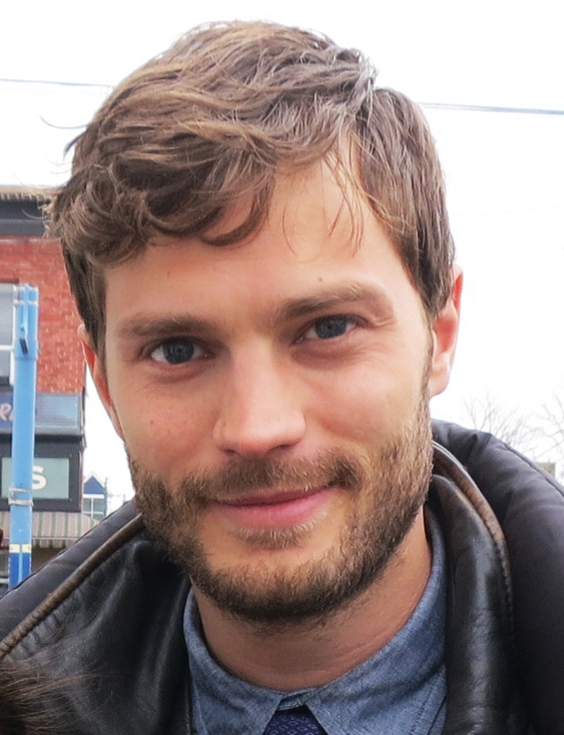
Fotografia de Jamie Dornan em 2013.

Em julho de 2020, Kenneth Branagh anunciou que escreveria e dirigiria o filme. Em setembro de 2020, Judi Dench, Caitríona Balfe, Jamie Dornan, Ciarán Hinds e Jude Hill se juntaram ao elenco do filme.
A filmagem começou em setembro de 2020, durante a pandemia de COVID-19 e  aconteceram inicialmente em Londres e nos arredores, antes de se mudar para Belfast. a produção concluída em outubro de 2020 e o filme foi rodado em preto e branco.
O filme apresenta músicas do nativo de Belfast Van Morrison, incluindo uma nova canção que Morrison escreveu para o filme.

## Lançamento
Belfast teve sua estreia mundial no Festival de Cinema de Telluride em 2 de setembro de 2021 onde se tornou o filme mais exibido do ano no festival. Também foi exibido no Festival Internacional de Cinema de Toronto de 2021 em 12 de setembro de 2021, onde ganhou o People's Choice Award . O filme foi lançado em 12 de novembro de 2021 pela Focus Features nos Estados Unidos e em 25 de fevereiro de 2022 no Reino Unido pela Universal Pictures .

## Recepção

### Bilheteria
Nos Estados Unidos e Canadá, Belfast foi projetada para arrecadar cerca de US $ 1 milhão em 588 cinemas em seu fim de semana de inauguração. Ele estreou com US $ 1,8 milhão, terminando em oitavo lugar nas bilheterias. A média foi de $ 3.111 por local, um dos melhores números de 2021 para um filme totalmente independente; 73% do público tinha mais de 35 anos.

### Resposta da crítica
No site Rotten Tomatoes, o filme tem uma classificação de aprovação de 88% com base em 181 resenhas, com uma classificação média de 7.910. O consenso dos críticos do site diz: "Um projeto profundamente pessoal para o roteirista e diretor Kenneth Branagh, Belfast transcende seus déficits narrativos com performances poderosas e habilidade de direção."  No Metacritic, o filme tem uma pontuação média ponderada de 78 em 100, com base em 42 críticos, indicando "críticas geralmente favoráveis".  O público entrevistado pela CinemaScore deu ao filme uma nota média de "A–" em uma escala de A + a F, enquanto 79% dos espectadores do PostTrak disseram que definitivamente o recomendariam.
Revendo o filme, Kevin Maher do The Times deu-lhe 5/5 estrelas e escreveu: "É um filme de beleza formal, performances perfeitas, escrita complexa e texturizada (também de Branagh) e comediante suficiente e com musical de Van Morrison montagens para fazer você esquecer que está assistindo a um drama sobre ódio sectário fervilhando ". Peter Bradshaw, do The Guardian, também deu ao filme 5/5 estrelas e tratou-o como "uma peça sedutora de criação de mitos de Branagh". Escrevendo para TheWrap, Steve Pond elogiou as atuações de Dornan e Balfe e disse: "O filme parece verdadeiro no sentido de que deve explorar as memórias de Branagh de uma época tumultuada e confusa e como presta homenagem a uma comunidade vibrante como aquela comunidade está irrevogavelmente mudada. " Stephanie Zacharek, da revista Time, disse que foi difícil resistir à energia afetuosa do filme.

### Prêmios
No Festival Internacional de Cinema de Toronto de 2021, o filme ganhou o People's Choice Award . Em 11 de outubro de 2021, foi anunciado que o recém-chegado Jude Hill seria indicado para o prêmio de Melhor Ator no 94º Oscar em 2022, enquanto os membros do elenco restantes - Caitríona Balfe, Judi Dench, Jamie Dornan e Ciarán Hinds - foram inscritos nas categorias de Melhor Atriz Coadjuvante e Ator Coadjuvante .
| Prêmio                                      | Data de cerimônia      | Categoria                           | Destinatário (s)            | Resultado | Ref.   |
| ------------------------------------------- | ---------------------- | ----------------------------------- | --------------------------- | --------- | ------ |
| Festival Internacional de Cinema de Toronto | 18 de setembro de 2021 | People's Choice Award               | Belfast                     | Venceu    | [ 25 ] |
| British Independent Film Awards             | 5 de dezembro de 2021  | Melhor atriz                        | Caitríona Balfe             | Pendente  | [ 26 ] |
| British Independent Film Awards             | 5 de dezembro de 2021  | Melhor Ator Coadjuvante             | Ciarán Hinds                | Pendente  | [ 26 ] |
| British Independent Film Awards             | 5 de dezembro de 2021  | Melhor atriz coadjuvante            | Judi Dench                  | Pendente  | [ 26 ] |
| British Independent Film Awards             | 5 de dezembro de 2021  | Desempenho inovador                 | Jude Hill                   | Pendente  | [ 26 ] |
| British Independent Film Awards             | 5 de dezembro de 2021  | Melhor Elenco                       | Lucy Bevan, Emily Brockmann | Pendente  | [ 26 ] |
| British Independent Film Awards             | 5 de dezembro de 2021  | Cinematografia                      | Haris Zambarloukos          | Pendente  | [ 26 ] |
| British Independent Film Awards             | 5 de dezembro de 2021  | Melhor figurino                     | Charlotte Walter            | Pendente  | [ 26 ] |
| British Independent Film Awards             | 5 de dezembro de 2021  | Melhor Edição                       | Úna Ní Dhonghaíle           | Pendente  | [ 26 ] |
| British Independent Film Awards             | 5 de dezembro de 2021  | Melhor maquiagem e design de cabelo | Wakana Yoshihara            | Pendente  | [ 26 ] |
| British Independent Film Awards             | 5 de dezembro de 2021  | Melhor música                       | Van Morrison                | Pendente  | [ 26 ] |
| British Independent Film Awards             | 5 de dezembro de 2021  | Melhor Design de Produção           | Jim Clay                    | Pendente  | [ 26 ] |